# The Good Guys
The Good Guys är en amerikansk TV-serie som gick i två säsonger mellan åren 1968 och 1970. Det gjordes totalt 42 avsnitt. Serien sändes mellan 25 september 1968 och 23 januari 1970.

## Handling
Serien kretsar kring taxichauffören Rufus Butterworth och hans barndomsvän Bert Gramus, som äger restaurangen Bert's Place. Rufus gör reklam för restaurangen eftersom han har dess namn inlackerat på sin taxibils sidor. 
I säsong två slutar Rufus som taxichaufför och blir delägare i Berts restaurang, som flyttats till en annan adress närmare stranden.

## Om serien
Serien blev ingen stor succé, så därför lades den ner efter två säsonger. Serien har heller aldrig visats i repris i USA. I sin självbiografi Gilligan, Maynard and Me berättar Bob Denver att några avsnitt, som var inspelade på band av dålig kvalitet, visades ett tag i Sydamerika. TV Land funderade på att visa serien i repris år 1998, men istället valde de att visa en annan gammal komediserie, He & She.
Under 1960- och 70-talet var det vanligt att komediserier spelades in inför publik, men The Good Guys spelades in utan publik. Istället använde man sig av så kallade burkade skratt, det vill säga förinspelade skratt som spelades upp efter varje skämt.

## Rollista i urval
- Bob Denver
- Alan Hale, Jr.
- Herb Edelman
- Joyce Van Patten